# 시적 스케치
시적 스케치(Poetical Sketches)는 윌리엄 블레이크가 쓴 시와 산문의 첫 모음집이다. 블레이크의 친구인 예술가인 존 플락스만과 목사인 안토니 스티븐 매튜의 도움을 받고 그의 부인인 해리엇 매튜의 요청으로 1783년에 40부가 출판되었다.